# ۹۱۳ (میلادی)
۹۱۳ (میلادی) نهصد  و سیزدهمین سال تقویم میلادی است.

## درگذشتگان
- ۶ ژوئن - الکساندر، امپراتور بیزانس
- آناستازیوس سوم، پاپ کلیسای کاتولیک روم

‎